# Boyelles
Boyelles ist eine französische Gemeinde mit 366 Einwohnern (Stand 1. Januar 2022) im Département Pas-de-Calais in der Region Hauts-de-France. Sie gehört zum Arrondissement Arras, im Kanton Arras-3 und zum Kommunalverband Urbaine d’Arras.

## Lage
Die Gemeinde Boyelles liegt am Südostrand des Artois, neun Kilometer südlich von Arras. Nachbargemeinden von Boyelles sind Boiry-Becquerelle im Nordosten, Saint-Léger im Südosten, Ervillers im Süden, Hamelincourt im Südwesten sowie Boisleux-Saint-Marc im Nordwesten.

## Bevölkerungsentwicklung
| Jahr                       | 1962 | 1968 | 1975 | 1982 | 1990 | 1999 | 2011 | 2022 |
| -------------------------- | ---- | ---- | ---- | ---- | ---- | ---- | ---- | ---- |
| Einwohner                  | 176  | 188  | 160  | 247  | 246  | 234  | 297  | 366  |
| Quellen: Cassini und INSEE |      |      |      |      |      |      |      |      |

## Sehenswürdigkeiten

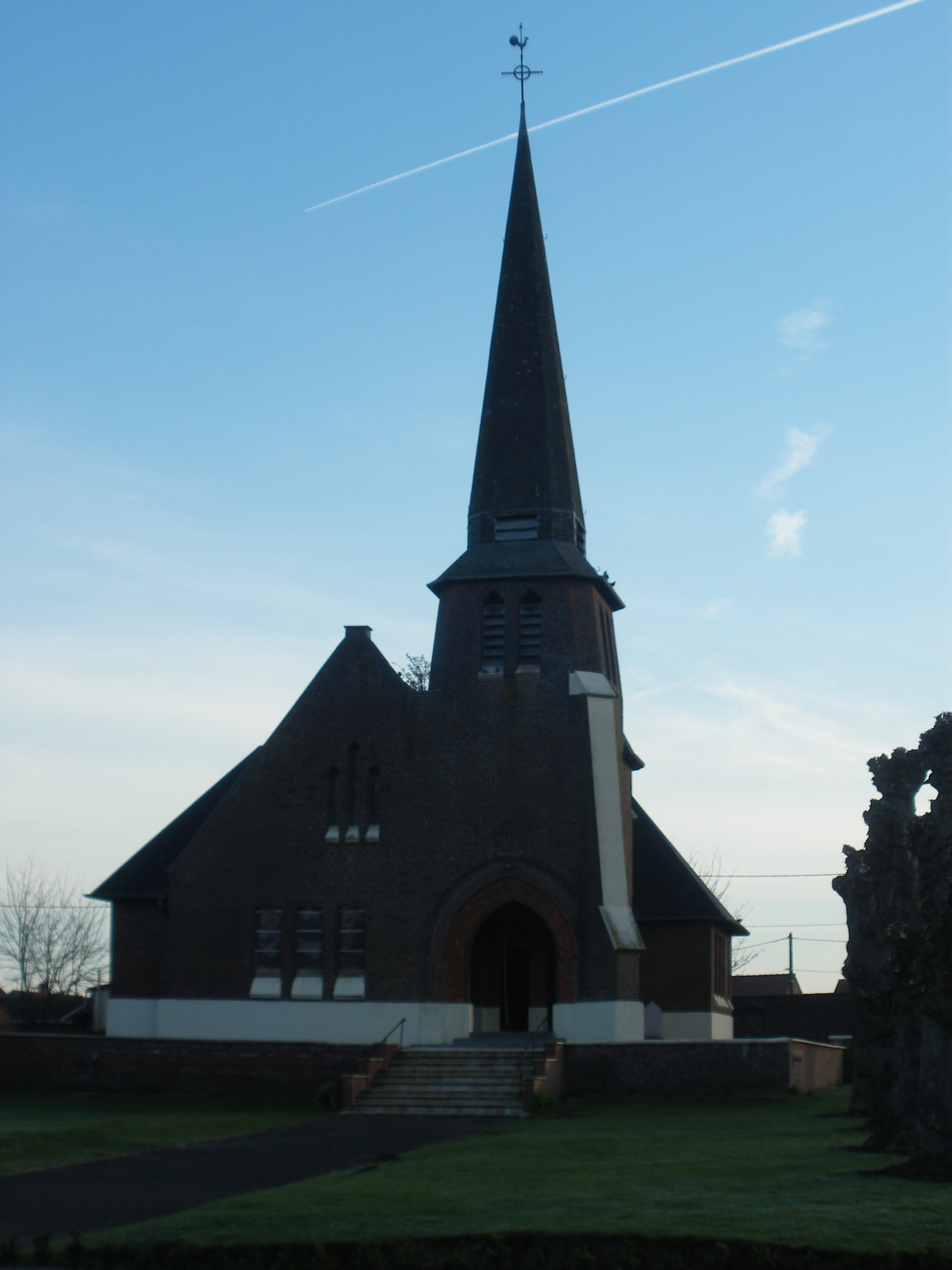
Kirche Saint-Léger
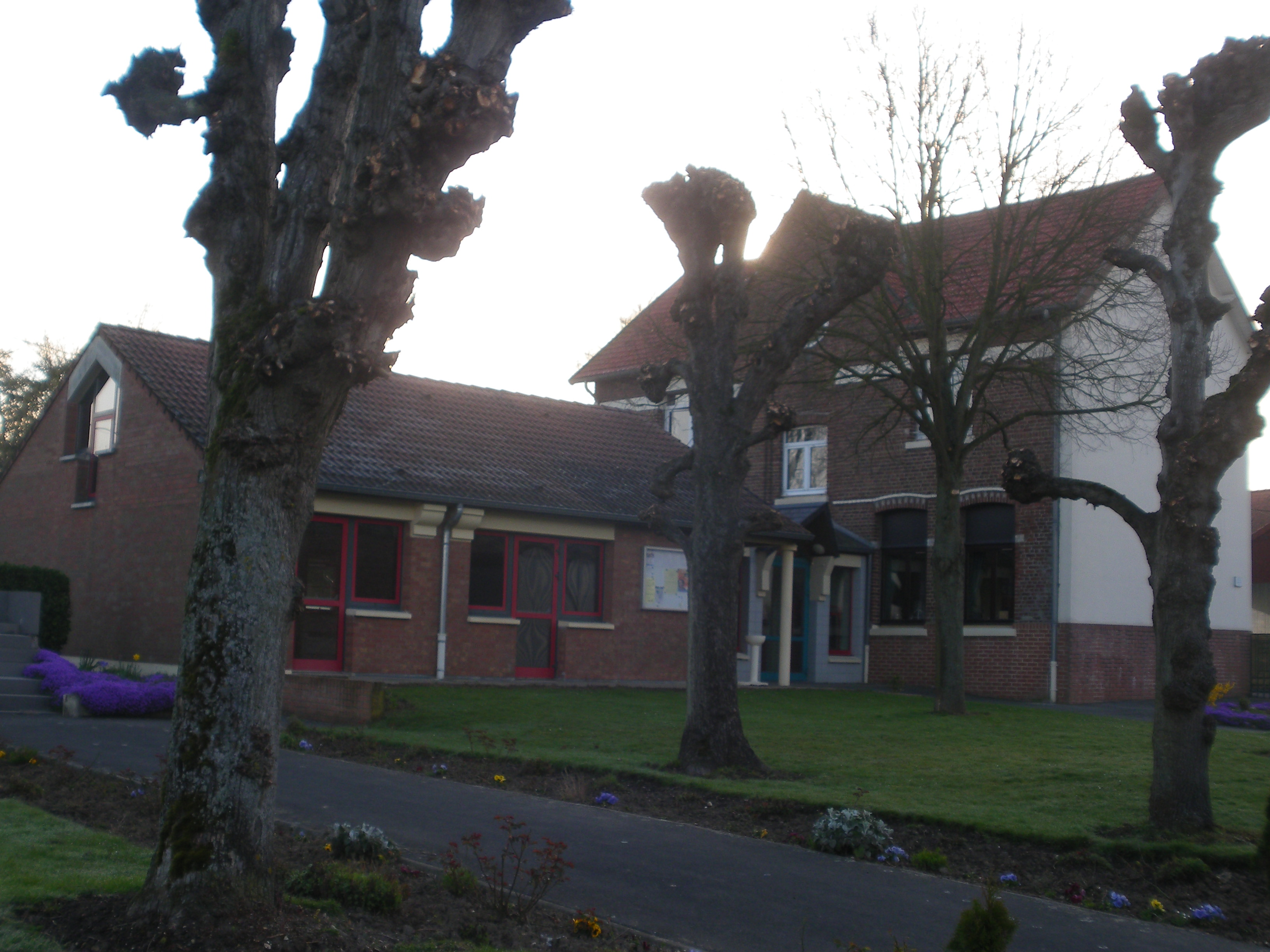
Mairie
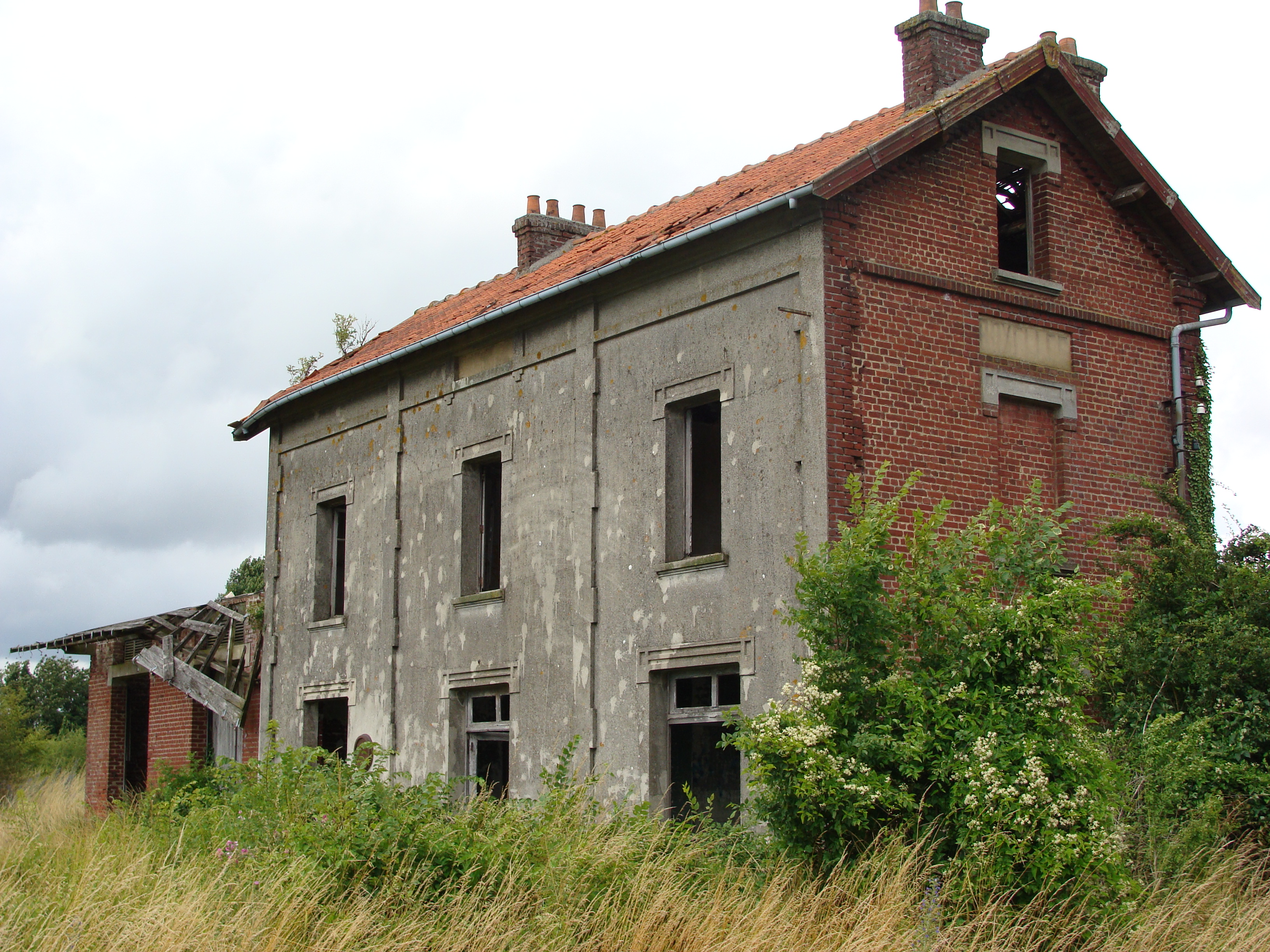
Bahnhof
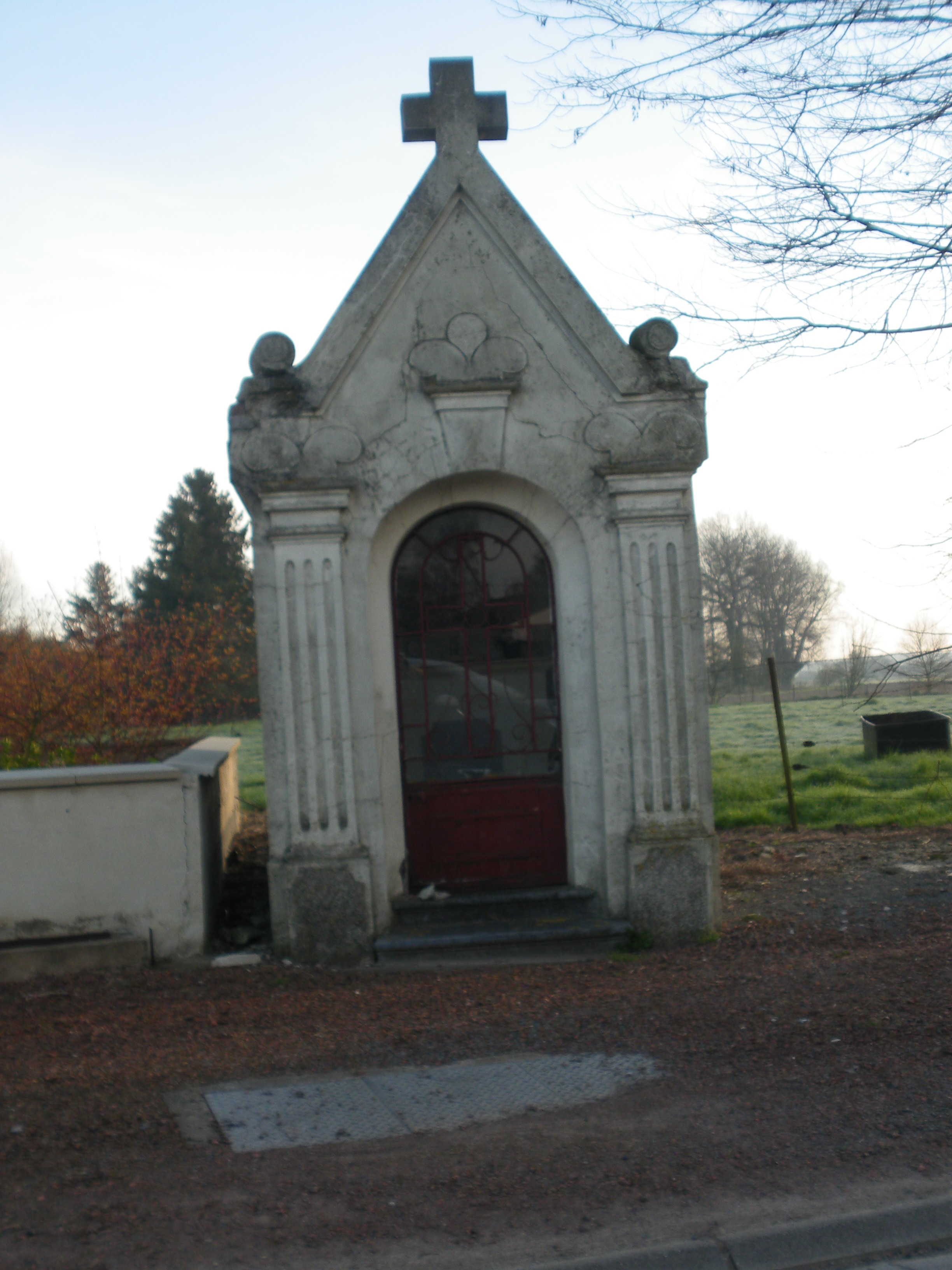
Kapelle
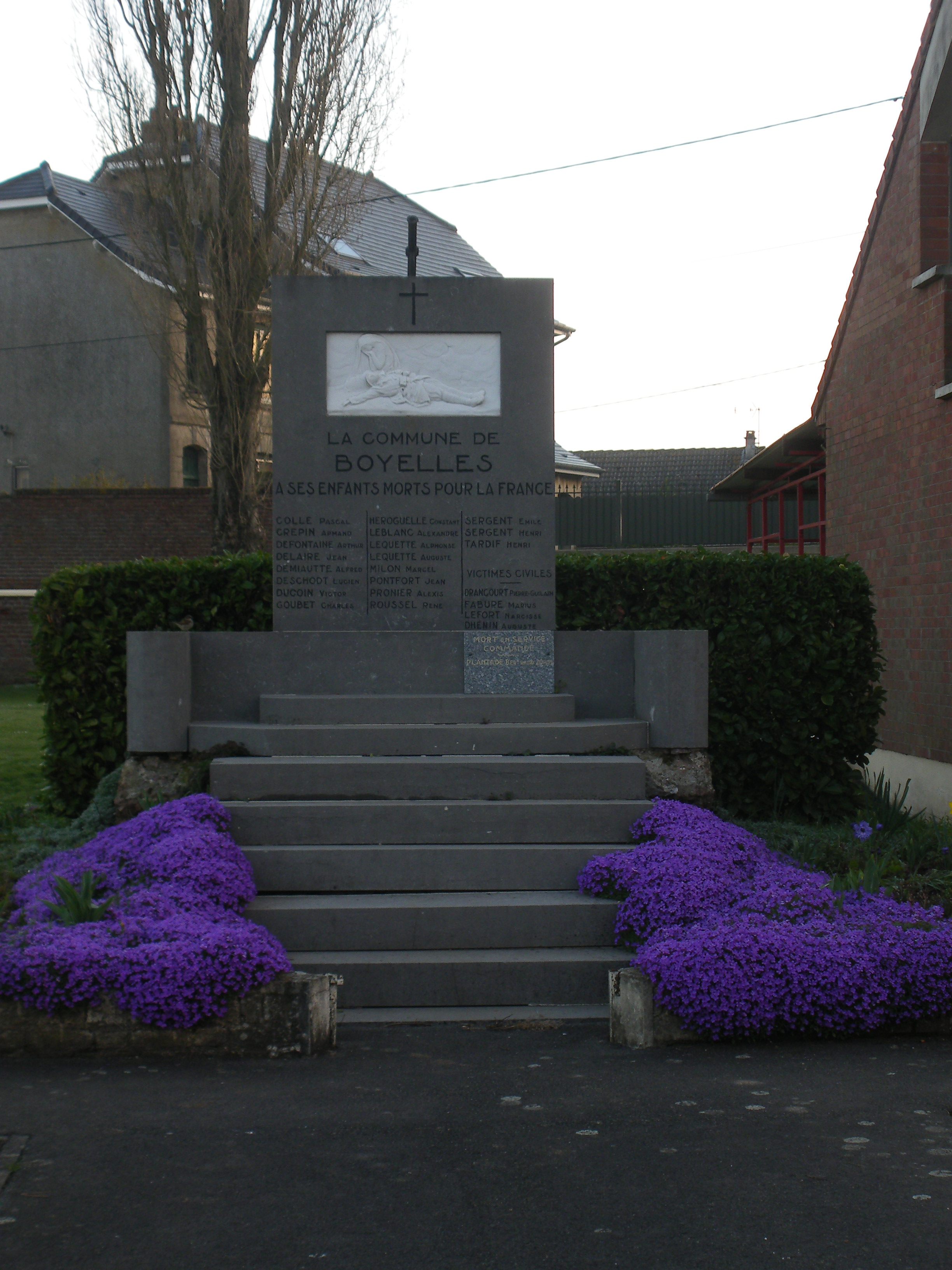
Gefallenendenkmal

- Kirche Saint-Léger
- Mairie
- Bahnhof
- Kapelle
- Gefallenendenkmal